# Sōten Kōro
Sōten Kōro (яп. 苍天航路, англ. Beyond the Heavens) — манґа Кінґа Ґонта (王欣 太), намальована за оригінальною повістю Лі Хаґ-іна (李学仁), і зняте по ній аніме студією Madhouse. Манґа публікувалася в журналі Morning в період з жовтня 1994 по листопад 2005 року. У цілому було випущено 36 томів. У квітні 2009 року студією Madhouse почався випуск аніме.
Неофіційна манґа була перекладена, але на кольоровій обкладинці книги, випущеної в 2007 році була англійська назва «Beyond the Heavens», що можна перекласти на українську мову як «За межею небес» або «За небесами».

## Сюжет
Сюжет Souten Kouro заснований на вільному трактуванні життя офіцера Династії Хань, Цао Цао (155—220 рр.), який і є головним героєм.
Тема китайського трицарства і того, що до нього призвело, була дуже популярна в японській манзі, але Souten Kouro сильно відрізняється від більшості інших творів на цю тему за декількома пунктами. По-перше, в Souten Kouro представлений дуже привабливий образ Цао Цао, який є традиційним антагоністом не тільки в інших японських манґах на цю тему, але і в класичному китайському романі Ло Гуаньчжуна. До того ж, традиційний протагоніст Трицарства, Лю Бей представлений в набагато менш вигідному світлі, і грає менше значення у всій історії. Відповідно, сюжетна лінія посилається на Записи про Три царства, написані Чень Шоу, а не на вищезгаданий роман. Тим не менш, в ній фігурують деякі аспекти з версії роману, як наприклад поява Дяо Чань, про існування якої в записах нічого не сказано, чи анахронічну зброю на зразок Вигнутого Клинка Зеленого Дракона Ґуань Юя, або Зміїного списа Чжан Фея.
Постійна тема всієї історії — вічне бажання Цао Цао змінити мислення китайського народу, від його старої системи і звичаїв і поставити акцент на прагматизмі, а не порожніх ідеалах.
Сюжет зосереджений навколо Цао Цао, тому інші персоналії того часу висвітлюються мало. Всього сюжетна лінія охоплює період з 165 по 200 роки — з періоду захоплення реальної влади в Китаї євнухами до Битви при Гуаньду включно, період стрімкого зльоту впливу Цао Цао. Найбільша його поразка, Битва біля Червоної скелі, в аніме не показана, лише згадується в кінці.

## Персонажі
- Цао Цао
- Лю Бей
- Сяхоу Дунь
- Сяхоу Юань
- Сунь Цзянь
- Цао Жень
- Цао Хун
- Юань Шао
- Ґуань Юй
- Чжан Фей
- Цао Тен
- Цао Сун
- Дун Чжо
- Чжан Жан
- Лін-ді (династія Хань)